# Max Braun (ingegnere)
Wilhelm Max Braun (Schillgallen, 25 ottobre 1890 – Francoforte sul Meno, 6 novembre 1951) è stato un ingegnere, inventore e imprenditore tedesco, fondatore della Braun.

## Biografia
Nel 1921 a Francoforte-Bockenheim in Jordanstraße fondò la società Apparatebauwerkstatt Max Braun oHG, origine della futura Braun. Morì nel 1951 per un infarto. Dopo la sua morte i figli Artur Braun (1925–2013) e Erwin Braun (1921–1992) condussero l'azienda. Nel 1967 la società di famiglia fu venduta alla The Gillette Company per 200 milioni di DM.